# Mateusz Kudła

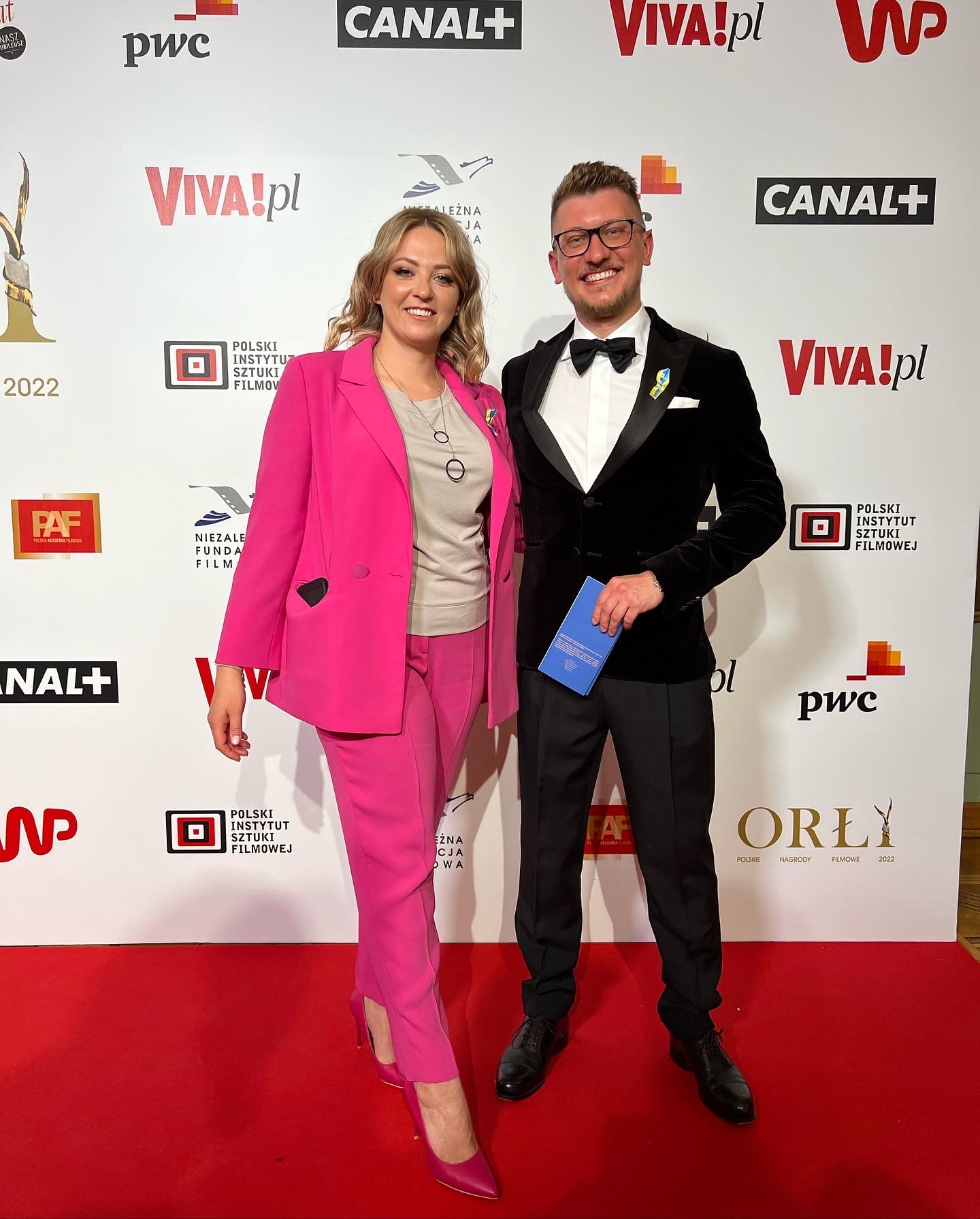
Mateusz Kudła z producentką Anną Kokoszką-Romer na gali rozdania Polskich Nagród Filmowych „Orły”

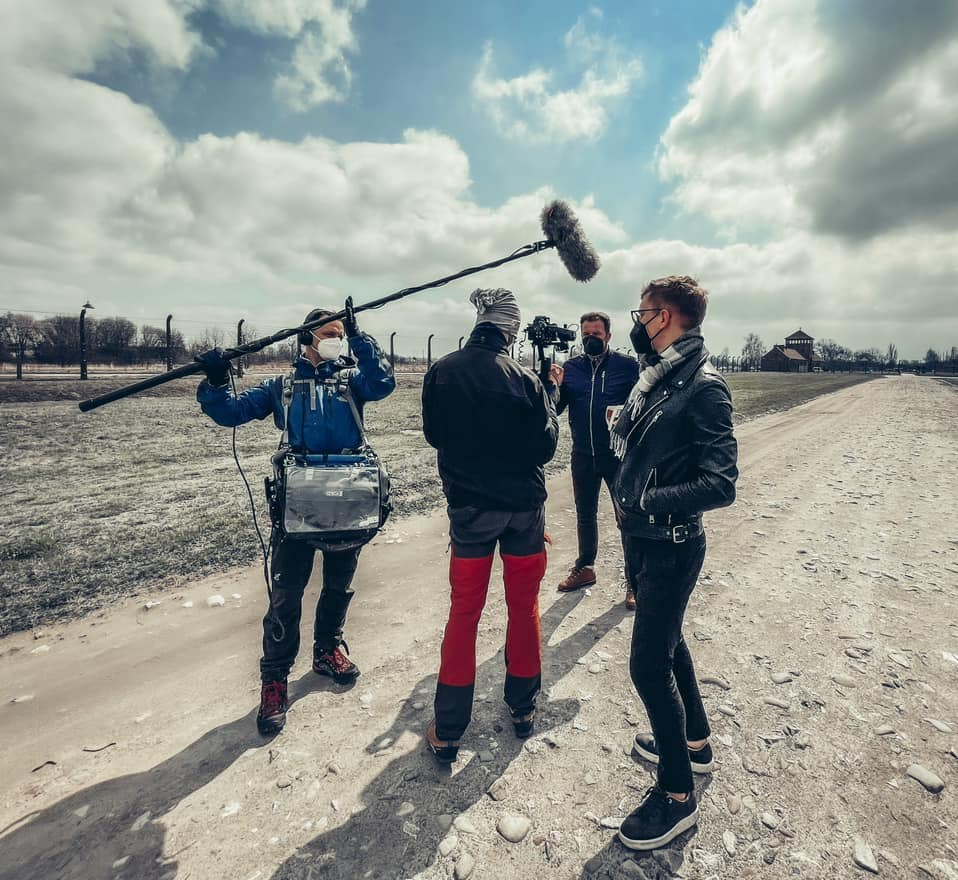
Mateusz Kudła (pierwszy z prawej) na planie programu History Hiking

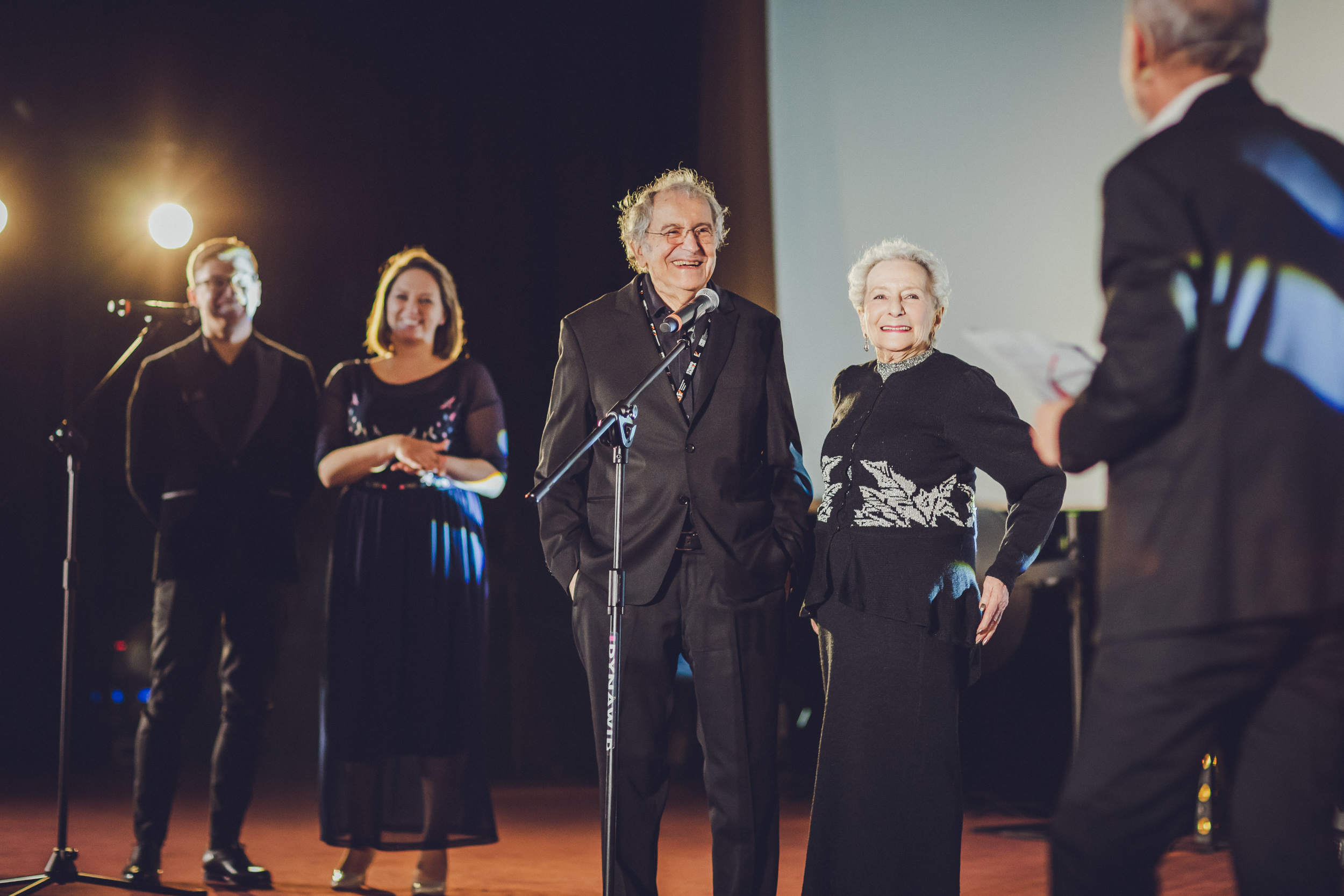
Mateusz Kudła (pierwszy z lewej) na światowej premierze filmu Polański, Horowitz. Hometown podczas Krakowskiego Festiwalu Filmowego

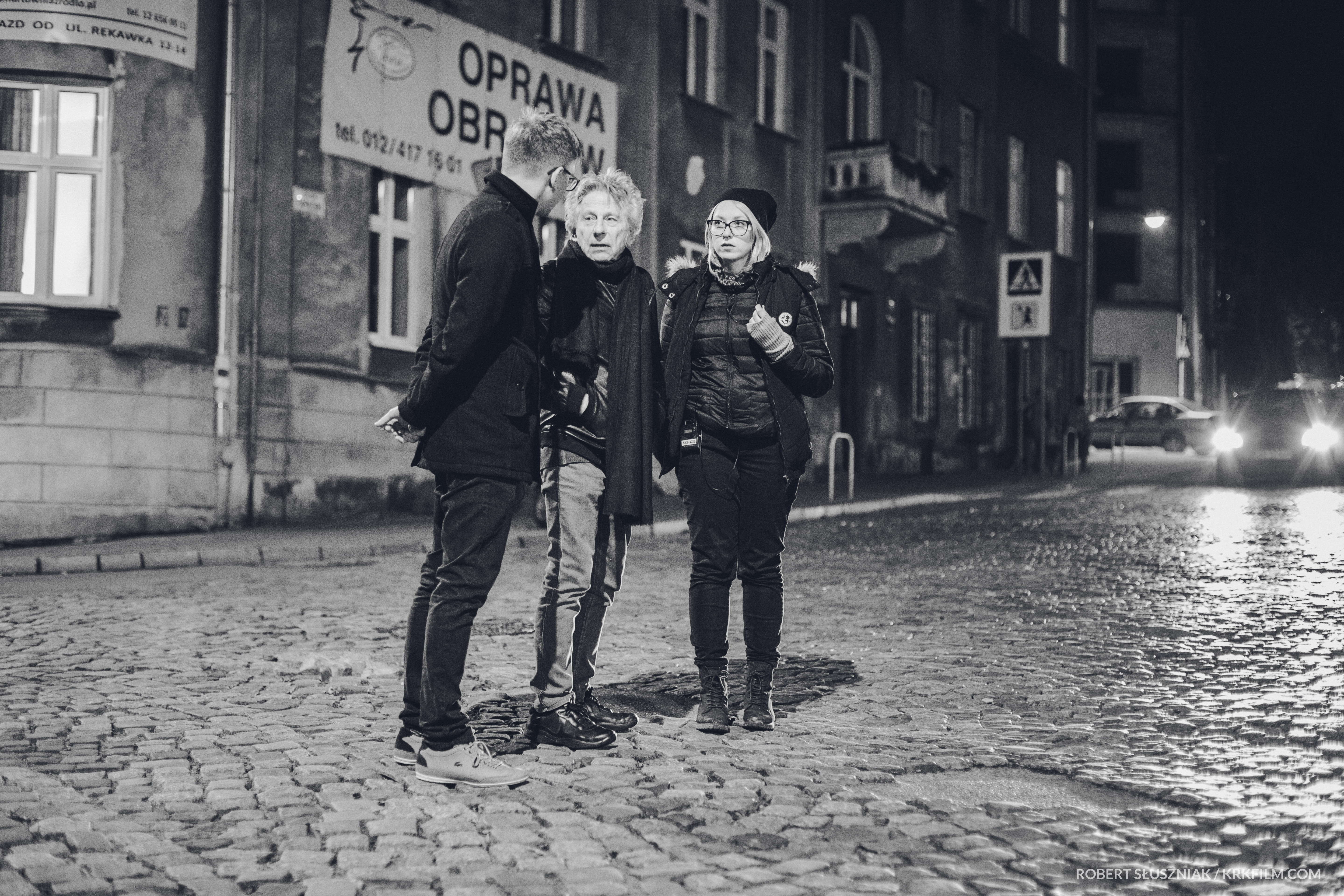
Mateusz Kudła, Roman Polański i Anna Kokoszka-Romer na planie filmu Polański, Horowitz. Hometown

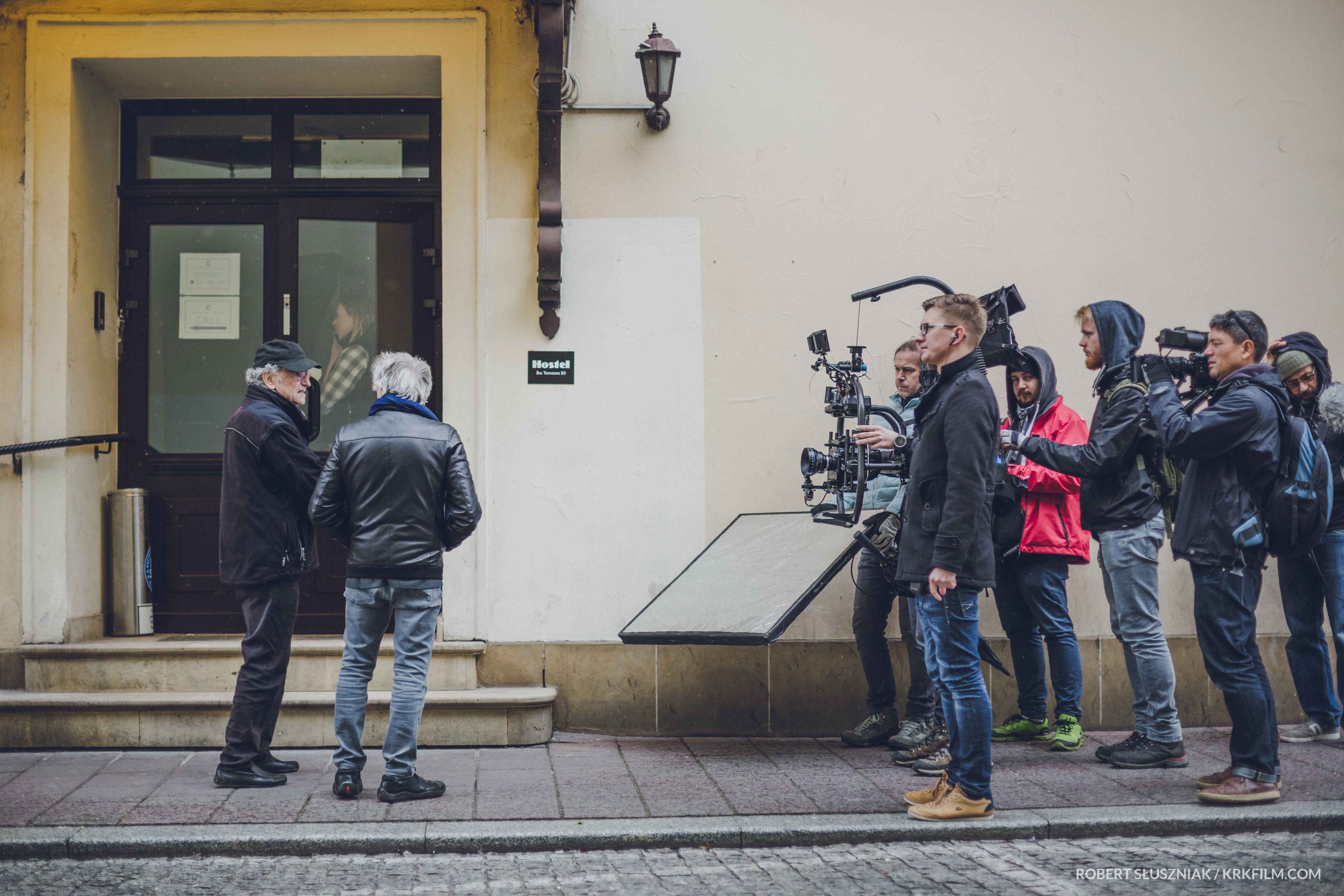
Roman Polański, Ryszard Horowitz, Mateusz Kudła i ekipa zdjęciowa na planie filmu Polański, Horowitz. Hometown

Mateusz Kudła (ur. 16 września 1991 w Chicago) – polski dziennikarz telewizyjny, reporter, reżyser i producent filmów i seriali dokumentalnych, członek Europejskiej Akademii Filmowej oraz Międzynarodowej Akademii Sztuki i Nauk Telewizyjnych przyznającej międzynarodowe nagrody Emmy.

## Życiorys
Urodził się 16 września 1991 roku w Chicago w Stanach Zjednoczonych. Jego rodzice, Anna i Tomasz, wrócili do Polski rok później. Posiada podwójne obywatelstwo.
Studiował amerykanistykę na Wydziale Studiów Międzynarodowych i Politycznych oraz dziennikarstwo na Wydziale Zarządzania i Komunikacji Społecznej Uniwersytetu Jagiellońskiego w Krakowie.
Członek Stowarzyszenia Filmowców Polskich, Stowarzyszenia Dziennikarzy RP oraz organizacji Reporterzy bez Granic. Członek Europejskiej Akademii Filmowej oraz Międzynarodowej Akademii Sztuki i Nauk Telewizyjnych przyznającej międzynarodowe nagrody Emmy. Współzałożyciel studia filmowego KRK FILM.

### Media
Pracę w mediach rozpoczął mając 18 lat. Jak wspomina, żeby móc podejść do egzaminów maturalnych musiał korzystać z urlopu w Portalu Onet, gdzie wówczas był fotoedytorem strony głównej.
Z telewizją TVN związany był nieprzerwanie przez 11 lat. Zaczynał w 2010 roku u boku Renaty Kijowskiej. Autor reportaży i materiałów informacyjnych dla telewizji informacyjnej TVN24, przede wszystkim dla programu Fakty po południu i głównego wydania Faktów TVN. Przeprowadził rozmowy m.in. z reżyserami Romanem Polańskim i Andrzejem Wajdą, byłym prezydentem Bronisławem Komorowskim, aktorami Janem Nowickim i Jerzym Stuhrem, kompozytorem Michałem Urbaniakiem, ocaloną przez Oskara Schindlera byłą więźniarką niemieckich obozów koncentracyjnych Bronisławą "Niusią" Horowitz-Karakulską, założycielką Polskiej Akcji Humanitarnej Janiną Ochojską czy perkusistą Marianem Lichtmanem.
Za osiągnięcia dziennikarskie został w 2016 roku nagrodzony przez Stowarzyszenie Dziennikarzy RP, a w 2017 roku nominowany do Nagrody im. Bolesława Prusa.
Od 2018 do 2020 roku był wydawcą telewizji festiwalowej odbywającego się w Krakowie Międzynarodowego Festiwalu Kina Niezależnego Off Camera.

### Filmy
Jego krótkometrażowym debiutem dokumentalnym był Depozytariusz z 2014 roku (prod. TVN), który prezentowano między innymi na festiwalach filmowych w Los Angeles i Chicago w Stanach Zjednoczonych oraz nagrodzono na festiwalu filmowym w Southampton w Wielkiej Brytanii, a także dwukrotnie wyróżniono na amerykańskim The Best Shorts Competition.
Za film Ludzie z klisz (prod. TVN) został nagrodzony Złotym Delfinem na Festiwalu Telewizyjnym w Cannes i Złotą Plakietką na Festiwalu Telewizyjnym w Chicago.
W 2015 roku zrealizował film dokumentalny Wilczur (prod. TVN) opowiadający historię Jacka Wilczura, członka Głównej Komisji Badania Zbrodni Hitlerowskich w Polsce, badacza podziemnego kompleksu Riese i egzekutora Armii Krajowej w Górach Świętokrzyskich.
W 2017 roku rozpoczął produkcję filmu Mady o żydowskiej dziewczynce ocalonej przez jego pradziadków  od strony ojca, Jadwigi i Stanisława Soleckich. Podczas wojny Soleccy ukrywali  na strychu swojego domu w Korczynie Marlenę Wagner.
W 2019 roku zrealizował film dokumentalny na podstawie wspomnień Dova Landau, byłego żydowskiego mieszkańca Brzeska w województwie małopolskim, byłego więźnia niemieckich obozów koncentracyjnych Auschwitz-Birkenau i Buchenwald. Premiera obrazu wyprodukowanego przez Stowarzyszenie Pamięć i Dialog. Wspólna Historia odbyła się w 77. rocznicę likwidacji brzeskiego getta.
W 2022 roku, w związku z nominacją przez Polską Akademię Filmową do Polskich Nagród Filmowych „Orły”, Mateusz Kudła otrzymał zaproszenie i został przyjęty w szeregi Europejskiej Akademii Filmowej.

#### Polański, Horowitz. Hometown
W 2021 roku ukończył prace nad swoim pełnometrażowym debiutem dokumentalnym – filmem z udziałem Romana Polańskiego i Ryszarda Horowitza pt. Polański, Horowitz. Hometown, którego jest współproducentem i reżyserem. Obraz przedstawia powrót Polańskiego i Horowitza – przyjaciół z krakowskiego getta – do miejsc, które pamiętają z dzieciństwa i młodości.
Kudła wraz ze współproducentką Anną Kokoszką-Romer odszukał oraz doprowadził do spotkania Romana Polańskiego z potomkiem chłopów, którzy podczas Holocaustu ukrywali małego Romana w swoim gospodarstwie na podkrakowskiej wsi. Spotkanie skłoniło Romana Polańskiego do złożenia świadectwa w Instytucie Jad Waszem w Jerozolimie, co doprowadziło do przyznania przez Izrael Stefanii i Janowi Buchałom tytułu Sprawiedliwych wśród Narodów Świata.
Twórcy filmu zidentyfikowali również amerykański samolot, który został zestrzelony na oczach przyszłego reżysera. Ukrywając się u Buchałów w Wysokiej pod Wadowicami, 11-letni wówczas Roman był świadkiem ostatnich minut lotu bombowca, z którego tuż przed katastrofą wyskoczyli lotnicy na spadochronach. Autorzy dokumentu ustalili, że musiał to być samolot Consolidated B-24 Liberator Hell's Angel zestrzelony przez Niemców 13 września 1944 nad pobliskimi Zygodowicami. Producenci filmu zapoznali Polańskiego ze spisanym przez ocalałych członków załogi raportem, który opisuje ostatnie chwile jednostki.
Premiera filmu odbyła się 30 maja 2021 roku w Kinie "Kijów" podczas ceremonii otwarcia 61. Krakowskiego Festiwalu Filmowego w Krakowie. Film został zakwalifikowany do Konkursu Polskiego Festiwalu. Podczas festiwalu film zdobył nagrodę publiczności przyznaną przez Magazyn Filmowy SFP oraz wyróżnienie w konkursie polskim. W sierpniu 2021 roku film został zaprezentowany podczas BNP Paribas Dwa Brzegi – 15. Festiwalu Filmu i Sztuki w Kazimierzu Dolnym / Janowcu nad Wisłą, gdzie otrzymał nagrodę publiczności.
20 sierpnia 2021 roku film trafił do dystrybucji w sieciach kin wielosalowych Cinema City, Helios oraz kinach studyjnych i lokalnych, gdzie zebrał w sumie 11 tys. widzów. Od listopada 2021 roku film prezentowany jest przez sieć kanałów telewizyjnych Canal+ Premium.
16 marca 2022 roku Polska Akademia Filmowa nominowała Mateusza Kudłę i Annę Kokoszkę-Romer do Polskich Nagród Filmowych „Orły” w kategoriach Najlepszy Film Dokumentalny oraz Odkrycie Roku.
Film otrzymał także nagrodę jury „Portrety 2021” przyznawaną przez miesięcznik „Kraków i świat” pod patronatem Prezydenta Miasta Krakowa. Międzynarodowa premiera filmu odbyła na czerwcu 2022 roku na Festiwalu Filmów Polskich w Nowym Jorku, gdzie obraz został uhonorowany nagrodą „Ponad granicami” im. Krzysztofa Kieślowskiego.

### YouTube
W maju 2020 roku stworzył kanał YouTube pt. History Hiking, na którym co tydzień prezentuje materiały o tematyce historycznej oraz urban exploration. Kanał w ciągu pięciu miesięcy istnienia przekroczył liczbę 100 tys. subskrybentów zdobywając The Silver Creator Award, a po dwóch latach przekroczył liczbę 300 tys. subskrybentów. Średnia miesięczna oglądalność przekracza milion wyświetleń. Za stworzenie kanału został nagrodzony w grudniu 2020 roku Brązowym BohaterONem oraz Złotym BohaterONem publiczności w kategorii dziennikarz. We wrześniu 2023 roku został nominowany (wspólnie z Maciejem Regewiczem i Łukaszem Herodem) do Grand Video Awards w kategorii Edukacja, nauka technika za reportaż Łowca nazistów.
We wrześniu 2021 roku założył, wspólnie z byłym rzecznikiem prasowym Komendanta Głównego Policji Marka Papały inspektorem Dariuszem Nowakiem, kanał YouTube pt. Kryminalny Patrol, na którym co tydzień prezentuje najciekawsze sprawy kryminalne prowadzone przez polskich i zagranicznych śledczych.
Od kwietnia 2022 prowadzi Ilustrowany Kanał Codzienny na którym popularyzuje wiedzę historyczną. W publikowanych każdego dnia odcinkach prezentuje najciekawsze wiadomości sprzed kilkudziesięciu lat, głównie z przedwojennych wydań Ilustrowanego Kuriera Codziennego do którego kanał nawiązuje nazwą.
W styczniu 2023 założył, wspólnie z aktorką, prezenterką i architektką wnętrz Olimpią Ajakaiye w roli prowadzącej oraz Anną Kokoszką-Romer w roli producentki, kanał Show Room, na którym co tydzień prezentują najciekawsze wnętrza polskich domów oraz porady architektoniczne.

## Filmografia[63][64][65]

### Reżyser
- Polański, Horowitz. Hometown – prod. KRK FILM (2021)
- Ludzie z klisz – prod. TVN (2017)
- Wilczur – prod. TVN (2015)
- Depozytariusz – prod. TVN (2014)

## Nagrody

### Filmowe
- nominacja do Polskiej Nagrody Filmowej w kategorii Najlepszy Film Dokumentalny za Polański, Horowitz. Hometown  (Polska, 2022)
- nominacja do Polskiej Nagrody Filmowej w kategorii Odkrycie Roku za Polański, Horowitz. Hometown  (Polska, 2022)
- Nagroda publiczności na Festiwalu Filmu Polskiego w Perth za Polański, Horowitz. Hometown  (Australia, 2022)
- Nagroda „Ponad granicami” im. Krzysztofa Kieślowskiego na Nowojorskim Festiwalu Filmów Polskich za Polański, Horowitz. Hometown  (Stany Zjednoczone, 2022)
- Nagroda jury „Portrety 2021”  za Polański, Horowitz. Hometown  (Polska, 2022)
- Nagroda publiczności przyznana przez widzów BNP Paribas Dwa Brzegi – 15. Festiwalu Filmu i Sztuki w Kazimierzu Dolnym / Janowcu nad Wisłą za Polański, Horowitz. Hometown  (Polska, 2021)
- Nagroda publiczności przyznana przez Magazyn Filmowy SFP podczas Krakowskiego Festiwalu Filmowego za Polański, Horowitz. Hometown  (Polska, 2021)
- Wyróżnienie w konkursie polskim Krakowskiego Festiwalu Filmowego za Polański, Horowitz. Hometown  (Polska, 2021)
- Złoty Delfin na Międzynarodowym Festiwalu Telewizyjnym w Cannes za Ludzi z klisz  (Francja, 2017)
- Złota Plakietka na Międzynarodowym Festiwalu Telewizyjnym w Chicago za Ludzi z klisz  (USA, 2017)
- Humanitarian Honorable Mention na Best Shorts Competition Humanitarian Award za Depozytariusza (USA, 2017)
- Nagroda za montaż na Międzynarodowym Festiwalu Filmowym w Southampton za Depozytariusza  (USA, 2016)
- Award of Merit Special Mention na The Best Shorts Competition za Depozytariusza (USA, 2016)

### Dziennikarskie
- Złoty BohaterON Publiczności w kategorii dziennikarz (Warszawa, 2020)
- Brązowy BohaterON w kategorii dziennikarz (Warszawa, 2020)
- nominacja do Nagrody im. Bolesława Prusa Stowarzyszenia Dziennikarzy RP (Warszawa, 2017)
- Zielona Gruszka za szczególne osiągnięcia dziennikarskie od Stowarzyszenia Dziennikarzy RP w Krakowie (Kraków, 2016)

### Inne
- nominacja do Grand Video Awards w kategorii Edukacja, nauka, technika za reportaż Łowca Nazistów na kanale History Hiking  (Polska, 2023)
- Wyróżnienie Izby Przemysłowo-Handlowej w Krakowie za Polański, Horowitz. Hometown  (Polska, 2022)
- The Silver Creator Award za kanał History Hiking (2020)